# إيتابيبي
إيتابيبي بلدية في ولاية باهيا في المنطقة الشمالية الشرقية من البرازيل.   